# Marco Cugno
Marco Cugno (Avigliana, 25 aprile 1939 – Torino, 5 giugno 2012) è stato un traduttore italiano.
Professore ordinario di "Lingua e letteratura rumena" all'Università di Torino, Marco Cugno è stato studioso e critico di numerose opere di quella cultura, promuovendone la diffusione in lingua italiana.

## Opere
- Tudor Arghezi, Accordi di parole: poesie, 1927-1967, prefazione e traduzione di Marco Cugno, Einaudi, Torino 1972
- (con Marin Mincu) I canti narrativi romeni. Analisi semiologica, Centro di ricerche semiotiche di Torino 1977
- (con Marin Mincu) Poesia romena d'avanguardia. Testi e manifesti da Urmuz a Ion Caraion, Feltrinelli, Milano, 1980
- (con Dumitru Loșonți) Folclore letterario romeno, Regione Piemonte, Torino, 1981
- (con Marin Mincu) Nuovi poeti romeni, Vallecchi, Firenze, 1986
- (curatela con Riccardo Busetto) Lucian Blaga, Trilogia della cultura. Lo spazio mioritico, Edizioni dell'Orso, Alessandria 1994
- (con) La poesia romena del Novecento, Edizioni dell'Orso, Alessandria 1996, 2008
- Mihai Eminescu. Nel laboratorio di «Luceafărul». Studio e testi, Edizioni dell'Orso, Alessandria 2007

## Riconoscimenti
- 1973 - Premio straordinario “Leone Traverso” opera prima, nell'ambito del Premio Monselice di traduzione.[1]